# Iodes seretii
Iodes seretii är en tvåhjärtbladig växtart som först beskrevs av De Wild., och fick sitt nu gällande namn av Raymond Boutique. Iodes seretii ingår i släktet Iodes och familjen Icacinaceae. Inga underarter finns listade i Catalogue of Life.